# Brachyloma daphnoides
Brachyloma daphnoides är en ljungväxtart. Brachyloma daphnoides ingår i släktet Brachyloma och familjen ljungväxter.

## Underarter
Arten delas in i följande underarter:
- B. d. daphnoides
- B. d. glabrum
- B. d. pubescens

## Bildgalleri

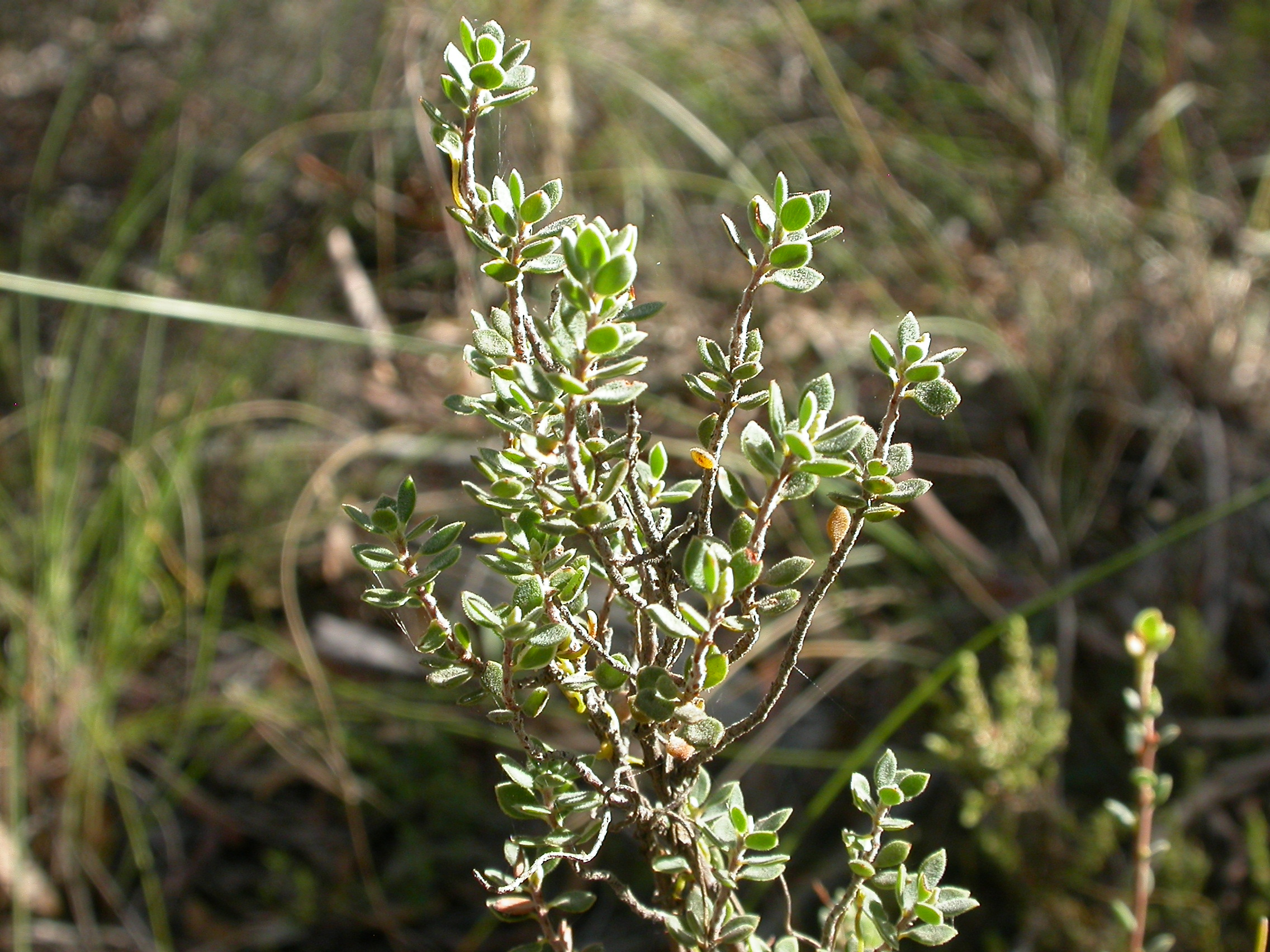
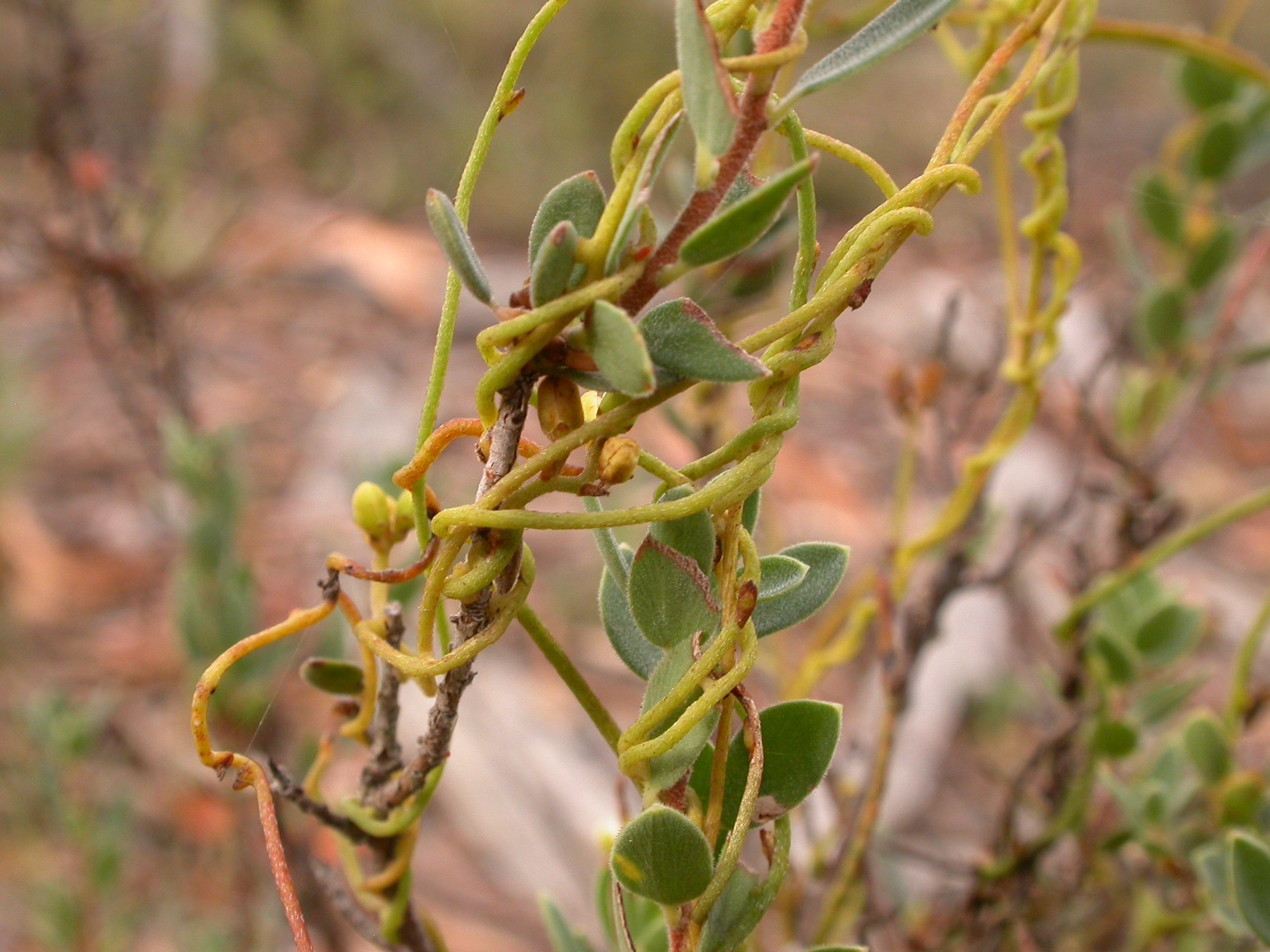
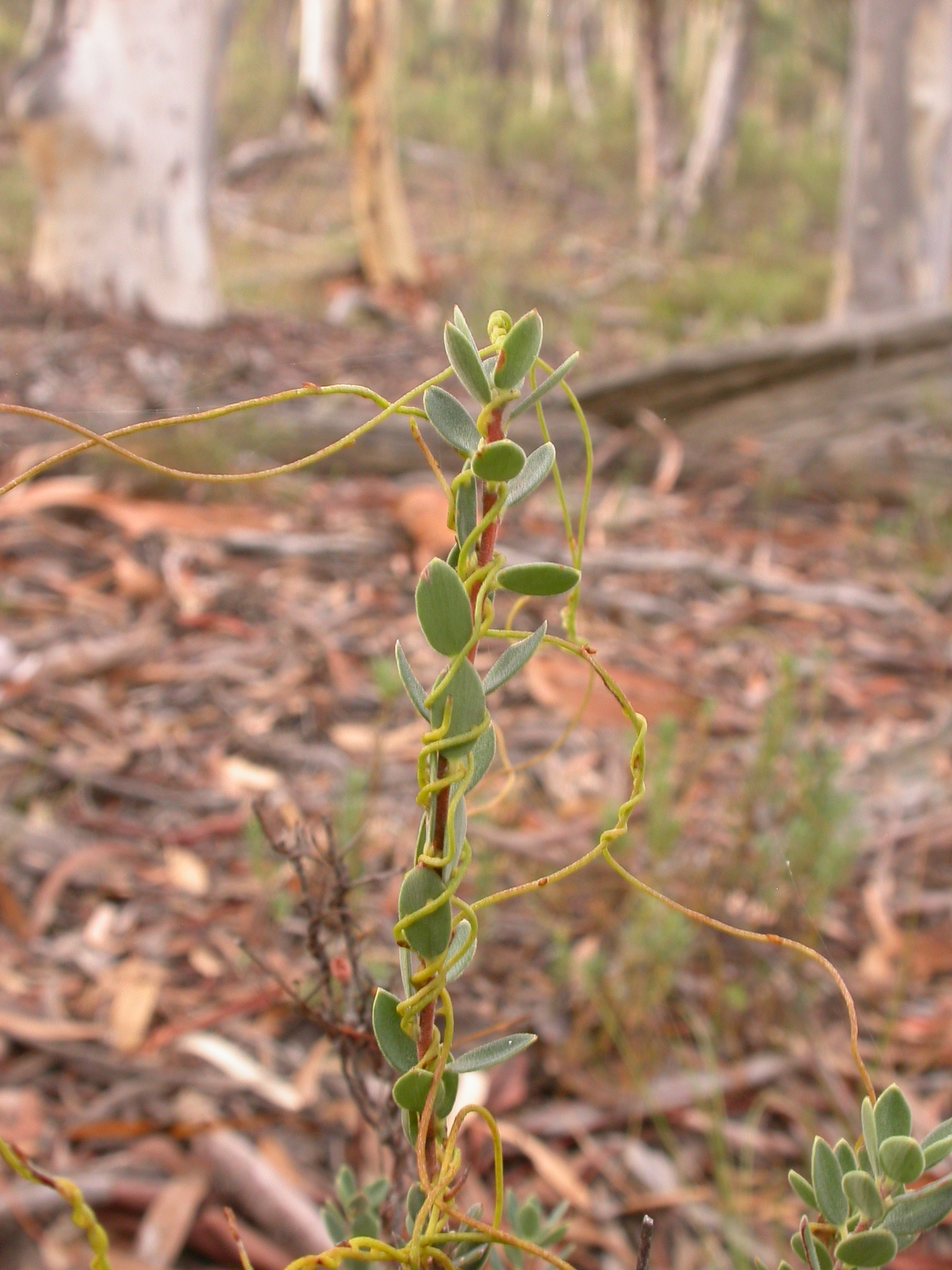
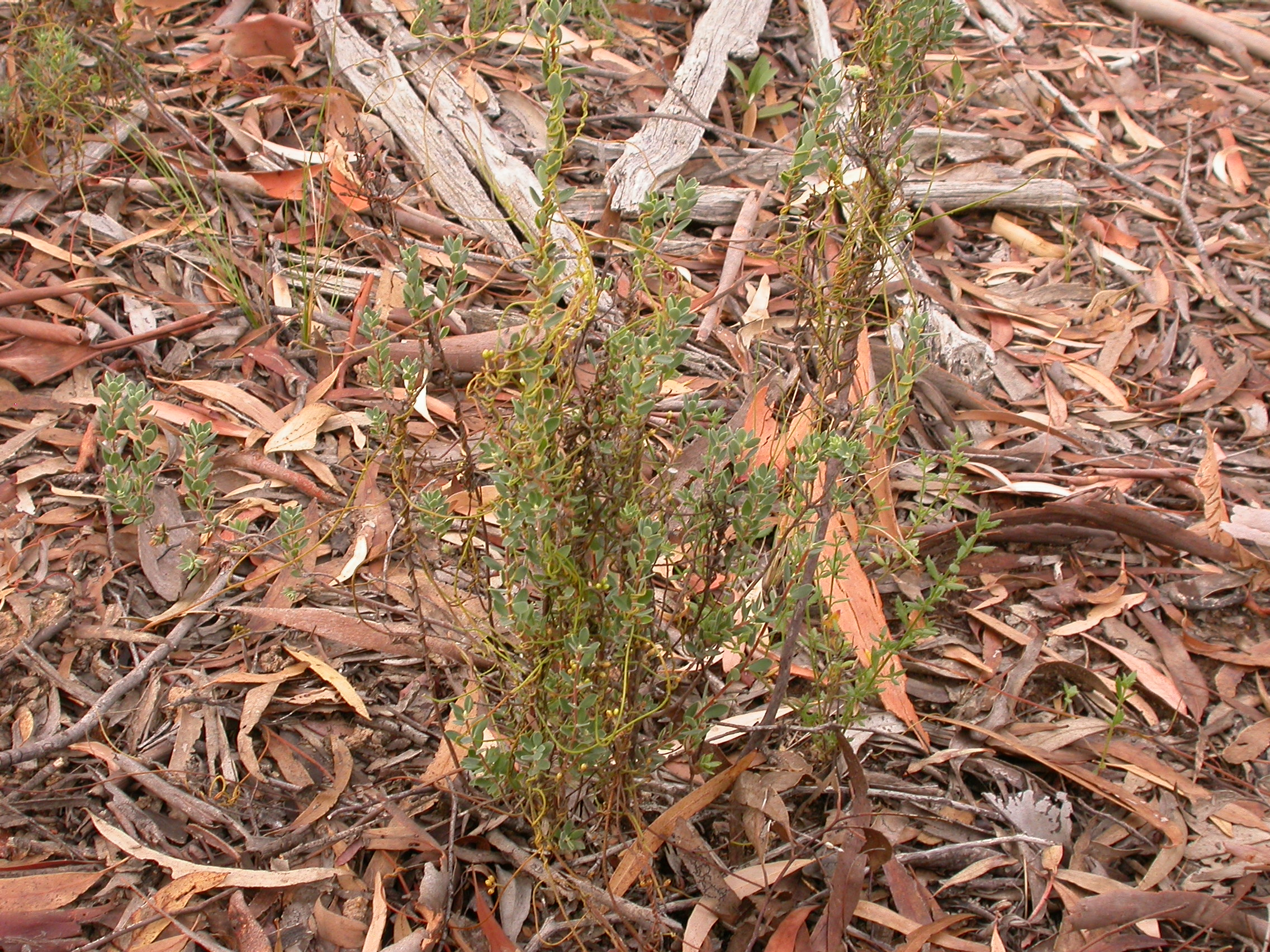
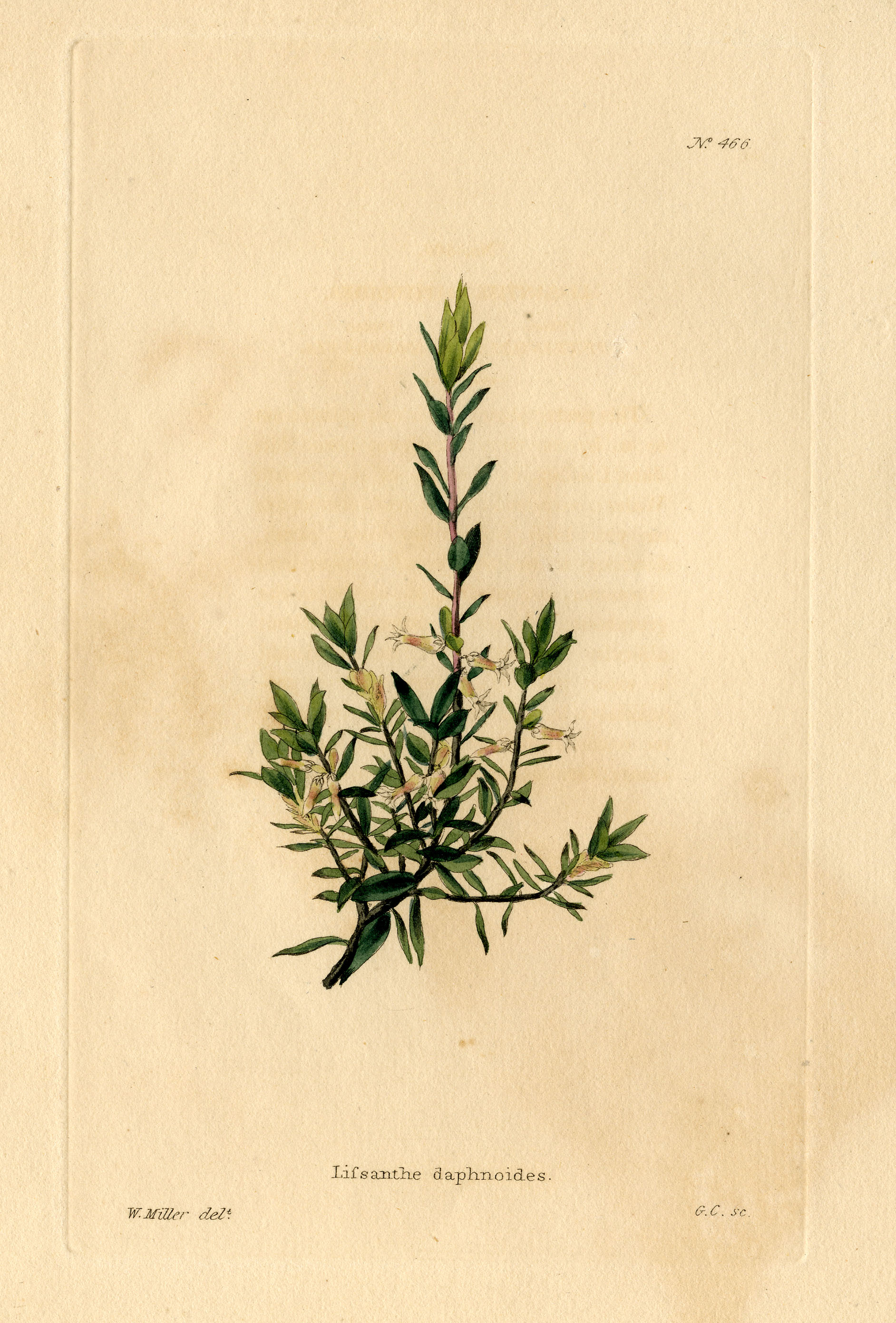